# Josep Coll i Martí
Josep Coll i Martí, beter bekend onder zijn pseudoniem Pep Coll (Pessonada, 16 oktober 1949) is een Catalaans schrijver en journalist. Hij is afkomstig uit Pessonada, vroeger een zelfstandige gemeente maar nu een deel van Pont de Claverol.  Zijn geboortestreek, de comarca Pallars Jussà, gelegen op de zuiderflank van de Pyreneeën, speelt in zijn literaire werk een belangrijk rol. Hij heeft ook Catalaanse taal en literatuur onderwezen. Hij is een freelance medewerker van verschillende dagbladen: Segre, El Periódico en het tijdschrift Descobrir Catalunya.
Werk van hem werd vertaald in het Frans, Italiaans, Spaans, Occitaans, Aragonees en Baskisch.

## Leven
Pep Coll komt uit een weinig bemiddelde familie. Zijn middelbare studies volgt hij aan het seminarie van La Seu d'Urgell waarna hij letteren en wijsbegeerte studeert aan de Universiteit van Barcelona. Na zijn studies begint hij als leraar Catalaans in Pobla de Segur. Vanaf 1980 wordt hij docent Catalaanse taal en literatuur aan de middelbare school I.E.S Màrius Torres in Lleida tot hij in 2009 met pensioen gaat.
Hij leidt een actief leven, als voorzitter van het centrum voor lokale geschiedenis Centre d'Estudis del Pallars en ook in andere verenigingen. Zijn hobby en passie is de studie en de vulgarisering van de volkscultuur, het dialect van Pallars, de traditionele volksverhalen en mythen, waarvan hij elementen verwerkt in zijn verhalend proza en ook in kinder- en jeugdboeken.
In 2007 kreeg hij de prestigieuze romanprijs Premi Sant Jordi de novel·la voor Les senyoretes de Lourdes (De meisjes van Lourdes), een biografie over Bernadette Soubirous. Zijn bekendste en meest bekroonde roman is Dos taüts negres i dos de blancs (Twee zwarte en twee witte doodskisten) uit 2013. Het is een historische roman die zich in de Pyreneeën in de jaren 1953 afspeelt, kort na het einde van de Spaanse Burgeroorlog. Hij gaat over een aantal misdaden die doodgezwegen werden om het al benarde image van de jonge franquistische dictatuur niet nog meer te schaden.
Als begenadigd alpinist en skiër kent hij de oostelijke Pyreneeën, het decor van de meeste van zijn werken, beter dan wie ook.

## Werken
Een volledige bibliografische fiche, met inbegrip van de vertalingen vind je hier.
- Les senyoretes de Lourdes (2008)
- Dos taüts negres i dos de blancs (2013)

## Prijzen
- 1991 Premi Gran Angular de literatura juvenil met Què farem, què direm?
- 1993 Serra d'Or-criticiprijs voor literatuur en essay met jeugdliteratuur met Què farem, què direm?
- 1994 Premi Ramon Muntaner met El Pont de Mahoma
- 1996 Premi Octavi Pellissa met El segle de la llum
- 1997 Premi Lola Anglada met El tresor de la Nit de Nadal
- 2005 Premi Sant Joan met El salvatge dels Pirineus
- 2007 Premi Sant Jordi de novel·la met Les senyoretes de Lourdes.[5]
- 2014 Premi Crexells, met Dos taüts negres i dos de blancs[6][7]
- 2014 Premi de la Crítica Catalana met Dos taüts negres i dos de blancs
- 2014 Premi Setè Cel de Salt met Dos taüts negres i dos de blancs[8]
- 2015 Premi Joaquim Amat-Piniella met Dos taüts negres i dos de blancs[4]

- Bibsys: 90622138
- Biblioteca Nacional de España: XX850755
- Bibliothèque nationale de France: cb130000922 (data)
- Catàleg d'autoritats de noms i títols de Catalunya: 981058511799706706
- CiNii: DA09023504
- Gemeinsame Normdatei: 1012537641
- International Standard Name Identifier: 0000 0001 2032 9725
- Library of Congress Control Number: n89635902
- Nationale Bibliotheek van Israël: 987007315809505171
- Système universitaire de documentation: 057204446
- Virtual International Authority File: 114310516
- WorldCat: E39PBJc7VptChYhd8y4RF6Vt8C